# Bataille de Callinicum
Ne doit pas être confondu avec Callinicus.
Guerres perso-byzantines
Batailles
- Amida (502-503)

Guerre d'Ibérie
- Thannuris (528)
- Dara (530)
- Satala (530)
- Callinicum (531)

Guerre lazique
- Phasis (555-556)

Guerre pour le Caucase
- Constantine (582)
- Solachon (586)
- Martyropolis (588)

Guerre de 602 - 628
- Antioche (613)
- Césarée (614)
- Jérusalem (614)
- Égypte (618-621)
- Sarus (625)
- Constantinople (626)
- Tbilissi (627-628)
- Ninive (627)

La bataille de Callinicum opposa l'armée de l'Empire byzantin sous le commandement du général Bélisaire à celle des Perses sassanides dirigée par Sepahbod Azarethes (en) le 19 avril 531 dans le cadre de la guerre d'Ibérie. Bélisaire avait été engagé dans des escarmouches avec les forces persanes à la suite de la bataille de Dara en vue d'une mise en déroute. Néanmoins, la victoire revint aux Perses à Callinicum ce qui conduisit au retrait des deux armées.

## La bataille
Les forces de Bélisaire comptaient 20 000 hommes ainsi que 5 000 Arabes ghassanides, alliés de l'Empire byzantin. Ces derniers ont emprunté la route menant au cœur de l'Empire sassanide, le long de la rive droite de l'Euphrate, dans ce qui serait aujourd'hui le Nord de l'Irak, ce qui correspond à la frontière entre l'Empire byzantin et l'Empire perse. Les forces perses se repliant se chiffraient à peu près à 10 000 hommes avec 5 000 Arabes lakhmides. À la suite de plusieurs jours de marches forcées, les Perses finissent par se déployer pour combattre les Byzantins.
Les deux armées ont adopté une formation différente. Bélisaire choisit de nouveau une étrange formation qui perturbe ses généraux. Ici, il ancre son flanc gauche (de l'infanterie) le long de la rive du fleuve, plaçant ses alliés arabes sur le flanc droit. Au centre, il place plusieurs rangs de cavaliers lourds (les cataphractes). Les Perses adoptent une formation plus conventionnelle, divisant leurs forces en deux groupes de taille similaire avec l'infanterie placée devant la cavalerie.
Les Perses déstabilisent le flanc droit des Byzantins, forçant Bélisaire à se replier pour reformer sa ligne ; mais les Perses poursuivent leurs adversaires, qui bientôt se retrouvent acculés le long du fleuve. Là, les Byzantins opposent une résistance qui leur permet de faire passer la majeure partie de leur armée sur la rive opposée du fleuve. Malgré la victoire, les Perses ne poursuivent pas les vaincus et continuent leur retraite du territoire byzantin.
Zacharie le Rhéteur dit de cette bataille (IX, 4, 95) :
« Les Romains, attaqués sur leurs flancs, s'enfuirent après la charge des Perses. Beaucoup se noyèrent dans l'Euphrate et d'autres furent tués. »
Cependant, il n'est pas précisé de quelle phase de la bataille il s'agit.

## Conséquences
Cette défaite fut la première d'une série de guerres infructueuses conduites par Bélisaire contre les Sassanides, et à l'issue desquelles les Byzantins durent payer un lourd tribut en échange d'un traité de paix. Callinicum marque la fin de la première campagne de Bélisaire contre les Sassanides.

## Sources
- Kaveh Farroukh, Sassanian Elite Cavalry AD 224-642.